# Arroyo (Porto Rico)
Arroyo è una città di Porto Rico situata sulla costa sud-orientale dell'isola. L'area comunale confina a ovest con Guayama e a nord e a est con Patillas mentre a sud è bagnata dal Mar dei Caraibi. Il comune, che fu fondato nel 1855, oggi conta una popolazione di oltre 20 000 abitanti ed è suddiviso in 6 circoscrizioni (barrios).

## Etimologia
Si ritiene che il nome Arroyo (che in italiano significa "torrente" o "ruscello") derivi da un piccolo ruscello dove i viaggiatori si fermavano per rinfrescarsi prima di proseguire il loro cammino.
Secondo la leggenda, uno dei primi soprannomi della città, Pueblo Ingrato ("città ingrata"), deriva dagli abitanti del XIX secolo che bruciarono o annegarono un residente che aveva contratto il colera o la peste bubbonica, nonostante fosse rinomato per la sua generosità. Nel secolo scorso, tuttavia, si è cercato di cambiare il soprannome in Pueblo Grato ("città grata") per ripulire la reputazione moderna, rilassata e amichevole della città.
Gli abitanti di Arroyo sono spesso chiamati Bucaneros ("bucanieri"), in riferimento alle storiche attività piratesche e bucaniere della regione. Anche le principali squadre sportive del comune, in particolare la squadra di pallavolo, sono chiamate Los Bucaneros.

## Storia
La città di Arroyo fu fondata ufficialmente il 25 dicembre 1855. Tuttavia, alcuni storici ritengono che ci fossero insediamenti precedenti nella zona, anche prima della colonizzazione spagnola. Esistono quattro diverse versioni sulla fondazione della città, inclusa quella secondo cui si formò quando un piccolo gruppo di persone della vicina città di Guayama arrivò nella regione in cerca di un porto per esportare e importare merci. Tuttavia, nel 1868, un giornale locale chiamato La Gaceta de Puerto Rico affermò che Arroyo fu fondata nel 1852. Tra il 1859 e il 1860, il Municipio firmò accordi per aprire strade e costruire una piazza cittadina e un sistema fognario per la città.

Nel 1858, Samuel Morse introdusse la comunicazione via cavo in America Latina quando istituì un sistema telegrafico a Porto Rico, allora colonia spagnola. La figlia maggiore di Morse, Susan Walker Morse (1821-1885), andava spesso a trovare lo zio Charles Pickering Walker, proprietario dell'Hacienda Concordia nella città di Guayama. Durante una delle sue visite incontrò e in seguito sposò Edward Lind, un mercante danese che lavorava nell'Hacienda La Henriqueta ad Arroyo. Lind acquistò l'Hacienda da sua sorella quando questa rimase vedova. Morse, che spesso trascorreva gli inverni all'Hacienda con la figlia e il genero, installò una linea telegrafica lunga due miglia che collegava l'Hacienda del genero alla loro casa ad Arroyo. La linea fu inaugurata il 1° marzo 1859, in una cerimonia con bandiere spagnola e americana. Le prime linee trasmesse da Samuel Morse quel giorno a Porto Rico furono:
Nel 1902, l'Assemblea legislativa di Porto Rico approvò una legge per l'accorpamento di alcuni comuni. In base a tale legge, Arroyo sarebbe stata accorpata a Guayama a partire dal 1° luglio di quell'anno. Tuttavia, la legge fu revocata nel 1905, restituendo ad Arroyo il suo status di comune.
All'inizio del 1999, il Congresso degli Stati Uniti documentò un elogio di Arroyo per i suoi 100 anni di rapporto con gli Stati Uniti, sottolineando che molti cittadini di Arroyo, come Virgilio Sánchez e Raul Serrano, avevano combattuto e perso la vita in guerra per gli Stati Uniti.

## Geografia fisica

### Territorio
Arroyo appartiene alla subregione delle pianure alluvionali di Ponce-Patillas, nota come Valle Costiera Meridionale. La zona è molto arida, sebbene le sue pianure siano produttive grazie all'irrigazione artificiale.